# Pintura del Trecento

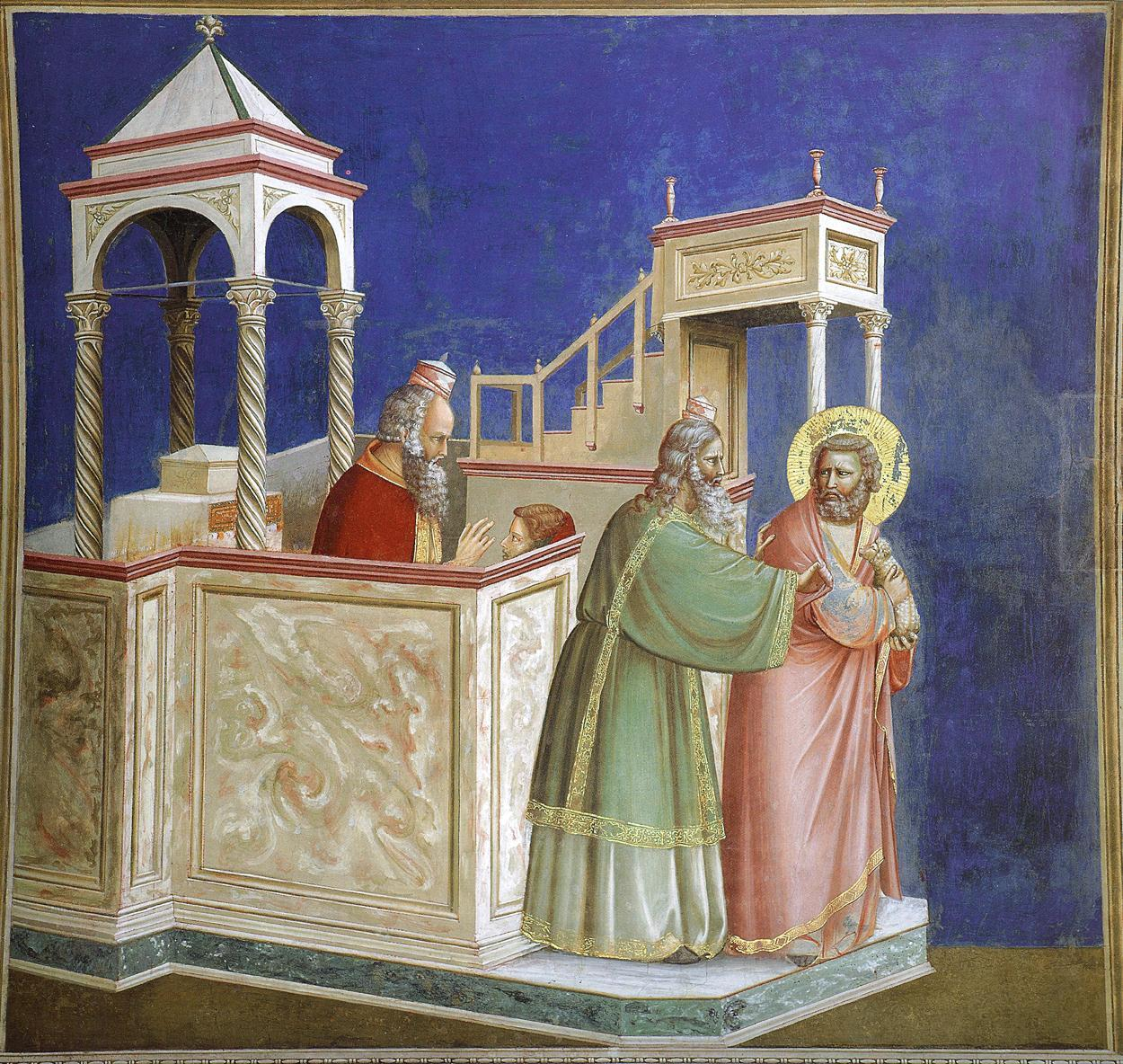
Giotto, Expulsió de Joaquim del Temple, Capella Scrovegni a Pàdua, 1306

La pintura del Trecento o italogòtica és la pintura realitzada a Itàlia durant el segle xiv, sota la influència clàssica de models romans d'Orient. Destaca per ser una pintura que pretén transmetre els estats d'ànim dels personatges representats, per l'ampliació de la gamma tonal i per la introducció d'objectes o paisatges que anuncien el futur domini de la perspectiva.

## Història

### Antecedents
S'ha dit que la pintura gòtica té el seu espai propi en els grans vitralls de les Catedrals i en les miniatures policromes dels llibres il·lustrats. Aquest predomini de la vidriera va tenir l'excepció a Itàlia on la tradició muralista no s'havia interromput des de l'antiguitat clàssica, de tal forma que la pintura va subsistir tant en els murs de les esglésies i en les capelles laterals com en retaules i en la pintura sobre taula que formen els frontis i els laterals dels altars.
L'arquitectura gòtica mai va arrelar del tot a Itàlia, on la manera de construir les esglésies del Cister fou impulsada pels franciscans i els dominics. La nau, com a recinte o lloc principal de l'església, es caracteritzà per un canvi de proporcions a favor de l'amplada o per la restitució dels murs que s'imposà en les esglésies toscanes de Santa Maria Novella (1278) de Florència, en les Basíliques d'Assís o a l'església de Santa Maria sopra Minerva de Roma. A l'església de la Santa Croce (1294) de Florència, l'arquitecte Arnolfo di Cambio torna al sostre teginat basilical, abandonant la volta ogival en una tendència de l'arquitectura que preludia el Renaixement.
Durant el Duocento es varen fusionar les tradicions de l'art romà d'Orient amb les de l'art paleocristià, és la maniera greca que regnarà en la pintura italiana durant tot el Duocento. Pietro Cavallini, al segle xiii, va fusionar la pintura de la tradició local de Roma amb les convencions romanes d'Orient. El pintor, arquitecte i mosaïcista Cimabue va continuar el camí de Pietro Cavallini a Florència, que en un viatge a Roma va prendre contacte amb el món clàssic i amb la pintura paleocristiana i romànica, les influències de la qual van contribuir a alliberar-lo dels cànons i grafismes romans d'Orient.

### El Trecento
El Trecento, amb la figura destacada de Giotto, assoleix les següents fites:
- Visualització d'un espai tridimensional amb paisatges versemblants i una arquitectura que mostra un grau elevat del domini de la perspectiva.
- Els personatges queden integrats dins d'aquells espais, són caracteritzats de forma individual i mostren un elevat grau de naturalisme en els seus moviments i les seves expressions.
- Augment de la diversitat cromàtica, i del matís.

Les basíliques d'Assís van ser el lloc on van coincidir els grans pintors del final del Duocento amb els del Trecento. Aproximadament entre 1295 i 1300, Cimabue, Giotto i altres pintors de l'escola florentina així com Duccio di Buoninsegna, Simone Martini i altres pintors de l'escola senesa varen ser a Assís. Reinventaren el retaule o la pintura sobre taula que decorava la part posterior dels altars de les catedrals i esglésies toscanes i van continuar la tradició de la gran pintura mural que culminarà en el Palau dels Papes d'Avinyó.
Els historiadors apunten que Giotto va imposar el seu estil i va pintar les històries de Sant Francesc a la Basílica Superior d'Assís.

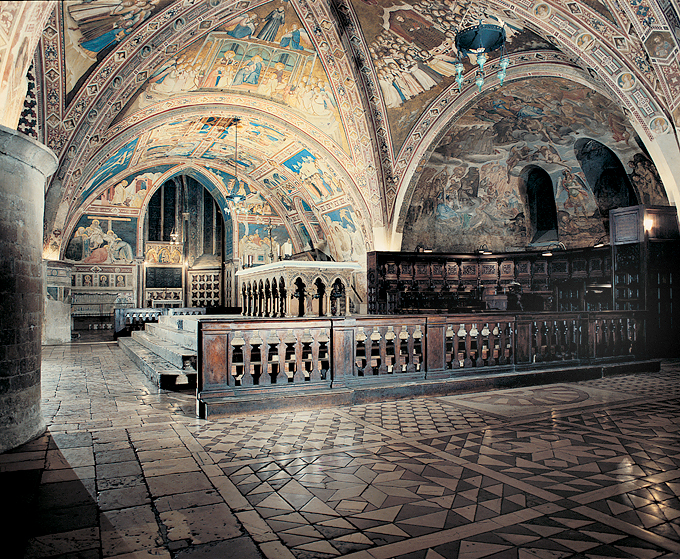
Interior de la Basílica Inferior d'Assís.
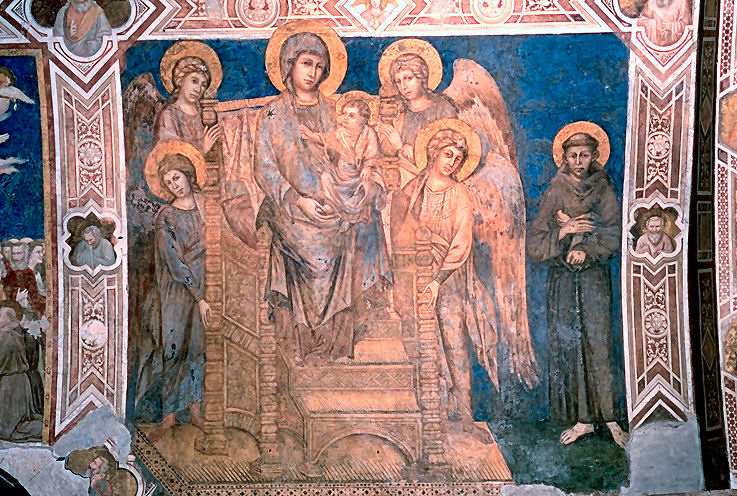
Verge "en Maestà" amb el nen, quatre àngels i Sant Francesc d'Assís, detall a la Basílica Inferior d'Assís.
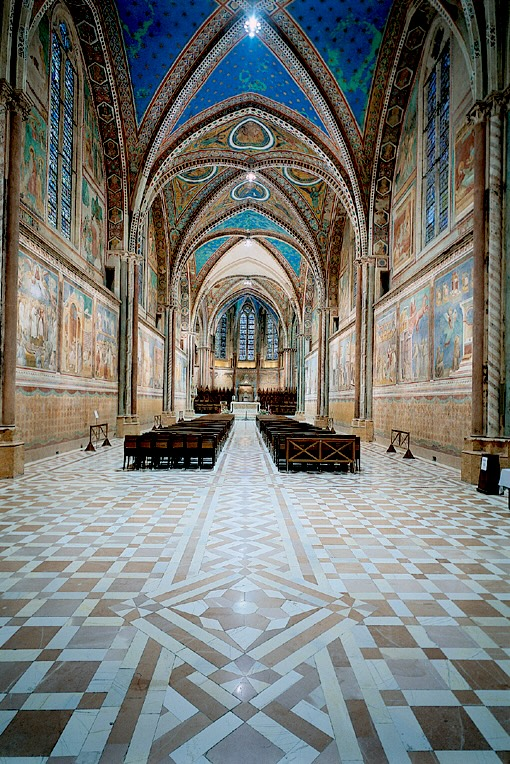
Interior de la Basílica Superior d'Assís.
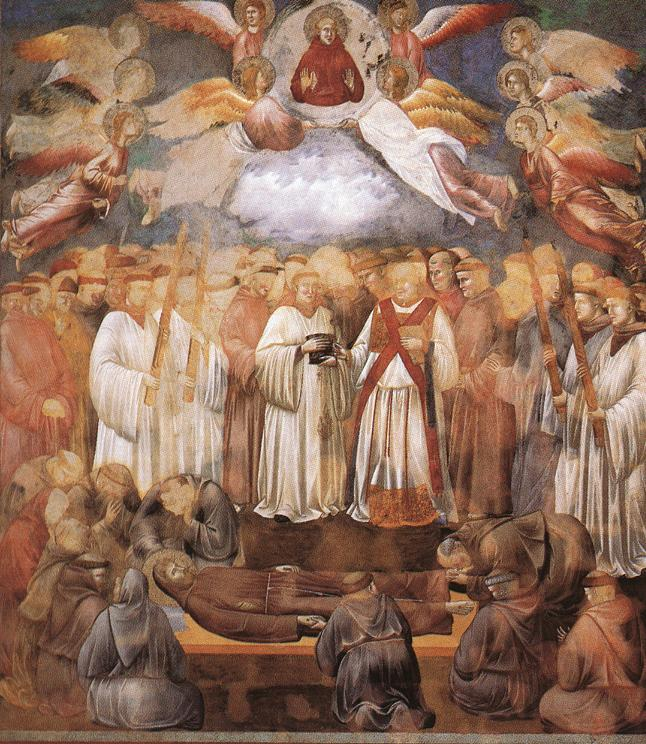
Mort de Sant Francesc d'Assís, detall a la Basílica Superior d'Assís.

La impressió que va causar la fidelitat a la naturalesa de l'obra de Giotto als seus contemporanis va ser irresistible. La capacitat de simplificar i ordenar l'experiència de la realitat per a assolir la representació directa de les coses, al costat de la disposició de les històries en compartiments historiats concebuts com finestres on Giotto situa els personatges carregats encara d'un pes escultòric que contrasta amb l'eloqüència de la seva gestualitat. Sobre el fons d'arquitectures o paisatges dibuixats en complexes perspectives, Giotto desenvolupà l'espai pictòric, en un àmbit tridimensional que s'estén en profunditat per darrere de la superfície pintada en el que s'ha considerat tradicionalment com la principal innovació de la pintura del Trecento i el més important avanç que s'hagi donat en tota la Història de la Pintura. Amb l'espai pictòric neix la pintura moderna.
A mitjans del segle xiv, Itàlia fou devastada per una epidèmia de pesta bubònica. Tal com si es tractés d'una al·legoria ombrívola de la devastació, les pintures al fresc del Campo Santo de Pisa marquen el crepuscle de la gran pintura italiana del Trecento. L'herència de Giotto i Martini, de les escoles senesa i florentina que havia suscitat la major renovació pictòrica de tota la Història de la pintura, no serà retrobada a Itàlia fins un segle més tard, quan el geni de l'arquitecte Brunelleschi, juntament amb els pintors Masaccio i Piero della Francesca o de l'escultor Donatello, portin els destins de l'Art vers el Renaixement.

### Les escoles del trecento
Les escoles destacades de la Pintura del Trecento són :
- L'escola florentina: Inicialment Cimabue i després la forta empremta de Giotto estableixen les bases del Renaixement italià. Alguns dels seus artistes destacats són:
  - Cimabue
  - Giotto
- L'escola senesa: Escola que conserva elements de l'art romà d'Orient (preocupació espacial), però aferma estratègies del gòtic internacional (delicadesa i simbologia).Alguns dels seus artistes destacats són:
  - Duccio di Buoninsegna
  - Ambrogio Lorenzetti
  - Pietro Lorenzetti
  - Simone Martini

## vegeu també
- La Pintura del Duocento